# Mary Decker-Slaney
Mary Decker-Slaney (Estados Unidos, 4 de agosto de 1958) es una atleta estadounidense retirada en la actualidad, que estaba especializada en las pruebas de 1500 y 3000 m lisos en las que llegó a ser campeona mundial en Helsinki 1983.

## Carrera deportiva
En el Mundial de Helsinki 1983 ganó la medalla de oro en los 1500 metros, con un tiempo de 4:00.90 segundos, llegando a la meta por delante de las soviéticas Zamira Zaytseva y Yekaterina Podkopayeva. También ganó la medalla de oro en los 3000 m lisos, con un tiempo de 8:34.62 segundos, por delante de la alemana Brigitte Kraus y la soviética Tatyana Kovalenko-Kazankina.
Fue mundialmente conocida durante los Juegos Olímpicos de Los Ángeles 1984. En la final de 3000m lisos ,tras una serie de contactos durante la carrera cayó tras tropezar con la sudafricana nacionalizada británica Zola Budd que corría descalza.
Su desgarradora rueda de prensa hizo que se descalificara a la británica que había acabado séptima en dicha carrera,aunque los jueces posteriormente rectificaron tras el visionado de las imágenes.
Actualmente (2019), Mary Decker aún tiene la mejor marca conseguida en 1500 metros en unos Juegos Panamericanos desde el 13 de julio de 1979.